# 許燕吉
許燕吉（1933年1月13日—2014年1月13日）是一位中国著名畜牧学家，也是作家許地山的女儿。

## 生平
1933年在北平出生，祖籍台灣，父亲许地山美国留学归来后在燕京大学教书，后因经费问题，被燕京大学校长司徒雷登解聘，经胡适推荐去香港大学教书。香港居住期间，许燕吉在圣司提反幼稚园读书，与陈寅恪家的三个女儿来往尤为密切。1941年父亲病逝之后，香港迅速被日军占领，年仅八岁的她随着母亲逃亡内地，先后辗转来到广西、贵州、湖南、四川等五省七城，先后进入柳州的香山慈幼院小学，衡阳扶轮小学，贵阳国立十四中，重庆南开中学读书，抗战胜利后1946年回到南京，进入教会学校明德女中，哥哥周苓仲进入弘光中学。1949年4月23日，南京遭中國人民解放軍完全控制。中華人民共和國成立后，许燕吉高中毕业考入北京农业大学畜牧系，但随后在反右斗争中被隔离审查被判刑入狱6年。一连串的打击：孩子夭折，与泰国华侨丈夫离婚，更使得许燕吉生活倍加艰难。1969年12月，林彪“一号通令”下达，全国都在疏散人口以备战。她被疏散到河北新乐县大流乡坚固村。生活极其艰难，遂投奔17年未见的哥哥。本想着帮妹妹做媒，但是苦于其政治犯身份，实在为生活所迫嫁给陕西省武功县的一位五十多岁的老汉魏振德。魏振德是一个地地道道庄稼汉，膝下还有一个九岁小童。1979年平反回到南京，许燕吉成为江苏省农科院副研究员，南京市政协委员，台盟南京市委委员以及南京市台联理事。2013年出版回忆录《我是落花生的女儿》。
2014年1月13日，81岁生日当天，因骨癌在南京市的省中医院病逝。

## 家庭
出自書香門第，祖父許南英是清末進士、台灣著名詩人。父親許地山，中国著名學者和作家，燕京大學校友，基督教徒。外祖父周大烈是维新派的老学究。母亲周俟松毕业于北京师范大学数学系。